# Jesse Price
Jesse Dashiell Price (ur. 15 sierpnia 1863, zm. 14 maja 1939 w Ocean City, Maryland) – amerykański polityk związany z Partią Demokratyczną. W latach 1914–1919 był przedstawicielem pierwszego okręgu wyborczego w stanie Maryland w Izbie Reprezentantów Stanów Zjednoczonych.